# Asplundia longitepala
Asplundia longitepala är en enhjärtbladig växtart som beskrevs av Gunnar Wilhelm Harling. Asplundia longitepala ingår i släktet Asplundia och familjen Cyclanthaceae. Inga underarter finns listade.